# 马格德堡足球俱乐部
馬德堡足球俱樂部（1. FC Magdeburg ）是德國的一家足球俱樂部。
主場設在薩克森-安哈爾特州城市馬德堡。俱樂部的前身是1896年6月15日成立的SV Victoria 96 Magdeburg俱樂部。二戰結束後，東德政府對國內的體育事業進行重組。1965年12月22日，新的馬德堡俱樂部成立。馬德堡在1972年、1974年和1975年三次獲得東德足球甲級聯賽的冠軍，并先後獲得七次東德盃冠軍。球隊在1973-74賽季獲得了歐洲優勝者杯的錦標，是東德第一個在歐洲賽場上獲得榮譽的球隊。目前馬德堡參加德乙賽事。